# Bob Seagren
Robert Lloyd "Bob" Seagren (* 17. října 1946, Pomona, Kalifornie, USA) je bývalý americký atlet, olympijský vítěz ve skoku o tyči.

## Sportovní kariéra
Dne 14. května 1966 vytvořil světový rekord ve skoku o tyči výkonem 532 cm. O rok později zlepšil tento rekord na 536 cm a před olympiádou v roce 1968 na 541 cm. Na olympiádě v Mexiku získal zlatou medaili před Clausem Schiprowskim ze SRN a Wolfgangem Nordwigem z NDR. Všichni tři skočili 540 cm a vytvořili nový olympijský rekord.
V olympijské sezóně 1972 vytvořil nový světový rekord (který mezitím ztratil) 559 cm a později dokonce 563 cm. Na olympiádě v Mnichově skončil na druhém místě za Nordwigem.
Po skončení sportovní kariéry účinkoval ve filmech a televizních seriálech.